# Ophiomyia memorabilis
Ophiomyia memorabilis är en tvåvingeart som beskrevs av Spencer 1974. Ophiomyia memorabilis ingår i släktet Ophiomyia och familjen minerarflugor.
Artens utbredningsområde är Israel. Inga underarter finns listade i Catalogue of Life.